# Ctrl-Alt-Delete
Cet article concerne une combinaison de touches de PC. Voir également Ctrl+Alt+Del pour le webcomic.
Ctrl-Alt-Suppr sur les claviers français et Ctrl-Alt-Del sur d'autres clavier est une combinaison des trois touches citées, spécifique à la technologie PC, et déclenchant un comportement spécifique du système d'exploitation de l'ordinateur.
Les noms inscrits sur les touches peuvent varier en fonction de la localisation du clavier. Ici, la touche Suppr (pour "supprimer") est la version française de la touche Del (pour Delete) ; en fait, les touches sont situées au même endroit, indépendamment de la mention qu'elles portent.
- Sous MS-DOS, la pression simultanée de ces touches engendre un redémarrage du système (reboot) ; on parlait d'IPL, pour initial program load.
- Sur les versions de Windows reposant sur MS-DOS (de Windows 3.1 à Windows ME), cette combinaison provoque habituellement la première fois l'apparition d'une boite de dialogue permettant d'arrêter des processus ayant un comportement erratique, et la seconde fois un redémarrage du système.
- Sous Windows NT et ses successeurs (Windows Server 2000, Windows XP, Windows Server 2003, etc.), cette combinaison de touches permet d'interagir avec le processus WinLogon.

Pour exécuter cette combinaison, il faut presser simultanément les touches Ctrl + Alt + Del (ou Suppr) du clavier.
Ce type de fonctionnalité est appelé secure attention key.
Sur les stations Sun, la combinaison de touches équivalentes est Stop + A.
Sur Apple III, c'était Ctrl + Option + Reset.
Sur Linux, voir plus bas.
Sur l'Amstrad PCW 8512, Maj + Extra + Exit.
Sur le Commodore 64 et le VIC-20, Run/Stop + Restore.
Sur l'Amiga, Ctrl + Amiga ou Commodore gauche + Amiga droite

## Histoire
Cette combinaison de touches a été inventée par David Bradley, l'un des douze ingénieurs ayant travaillé sur le premier PC IBM. Bradley avait d'abord pensé à Ctrl + Alt + Échap, mais il trouva qu'il était trop facile de frapper le côté gauche du clavier et de redémarrer ainsi l'ordinateur accidentellement. Il pensa alors à la combinaison Ctrl + Alt + Suppr, qu'il était alors impossible d'effectuer avec une seule main (sauf sur certains claviers plus récents). La plupart des systèmes d'exploitation récents réservent cette combinaison pour divers emplois, mais elle permet le plus souvent d'effectuer un redémarrage du système dans différentes circonstances. Pour faire référence à l'instabilité des systèmes d'exploitation de Microsoft, Bradley dit un jour : « I may have invented Control-Alt-Delete, but Bill Gates made it famous » (que l'on peut traduire par « J'ai peut-être inventé la combinaison Ctrl-Alt-Suppr, mais c'est Bill Gates qui l'a rendue célèbre »).
Le 23 septembre 2013 lors d'une présentation, Bill Gates a déclaré que la décision d'utiliser cette combinaison de touches pour s'identifier dans Windows « était une erreur »,.

## Le point de vue technique

### Ctrl-Alt-Del dans le BIOS
Avant le lancement du système d'exploitation, le BIOS réagit aussi à cette combinaison de touches et provoque un redémarrage.
Autrefois, sur des PC utilisant MS-DOS ou fonctionnant en mode réel, c'était le BIOS qui interceptait cette combinaison de touches et provoquait le redémarrage.
Voir (en) en:Control-Alt-Delete#BIOS.

### Le monde de l'open source

#### Ctrl-Alt-Delsous Linux
Sous Linux, la même séquence de touches (Ctrl-Alt-Del) peut dans certains cas provoquer un redémarrage de l'ordinateur. Voir un comparatif avec winlogon. Le paramétrage de ce comportement est fait via le fichier /etc/inittab sur d'anciennes versions de Linux et par le fichier /etc/init/control-alt-delete.conf sur les versions les plus récentes.
Autres combinaisons de touches analogues :
- Reboot avec risque de perte de données

Avec la configuration par défaut de la plupart des distributions Linux, la séquence de touches Alt + Impr. écran + b provoque un redémarrage immédiat, avec risque de perte de données (voir Magic SysRq key).
- Redémarrage interface graphique

Le redémarrage du serveur X est fait avec la séquence de touches Ctrl + Alt + backspace.

#### Ctrl-Alt-Delpendant la phase d'amorçage
Le chargeur d'amorçage grub réagit aussi à la séquence de touches Ctrl + Alt + Del.

### Windows NT et ses successeurs
Sous Windows NT et ses successeurs (Windows XP, Windows Server 2003, etc.), cette combinaison de touches n'est reconnue que par le gestionnaire d'ouverture de session. Si aucun utilisateur n'est connecté, il affiche la boîte de dialogue d'ouverture de session, et dans le cas contraire il affiche la boîte de dialogue "Sécurité de Windows" permettant entre autres la déconnexion, le redémarrage ou le lancement du Gestionnaire de tâches.
Le processus système étant le premier à recevoir la combinaison de touches, tout appui déclenchera de manière certaine l'affichage d'une boîte de dialogue ou l'exécution d'une action par un processus système de Windows et non un programme tiers. C'est donc pour cette raison que c'est cette combinaison de touches qui est demandée en préalable à certaines opérations sensibles comme la connexion d'un nouvel utilisateur au système.
Dans les postes de travail où la gestion du réseau et de la sécurité du poste est simplifiée (poste "stand-alone"), Ctrl-Alt-Del envoie directement au gestionnaire de tâches (sauf sous Vista). Pour obtenir directement ce gestionnaire de tâches, le bon raccourci est Ctrl + Maj + Échap.

#### Les échecs de Ctrl-Alt-Del
Dans certains cas, la combinaison de touches Ctrl + Alt + Del est inopérante (et donc le gestionnaire de tâches n'est pas appelé).
Ainsi, sous Windows XP, cela arrive notamment quand une DLL est défaillante (manquante), ou encore quand le système n'a pas assez de mémoire vive, un message d'erreur indique que le gestionnaire de tâches n'a pu être lancé.
La seule solution  dans ce cas extrême est de faire un arrêt électrique (reset ou autre).

#### Adaptation pour les personnes handicapées
Pour pallier les difficultés des personnes handicapées à appuyer sur les trois touches à la fois, Microsoft propose un mode touches rémanentes. La combinaison de touches peut alors être effectuée non plus par appui simultané mais par appuis successifs.

## L'assimilation dans la culture populaire
Dans la chanson Perfect World de Billy Talent, on peut entendre une allusion à cette combinaison de touches pendant le refrain :
« Control-Alt-Deleted, Control-Alt-Deleted, Control-Alt-Deleted, Reset my memory ! »
C'est également en référence à cette combinaison de touches, que Anthony Clarvoe a nommé sa pièce de théâtre satirique de 2002, Ctrl+Alt+Delete.